# مرسه عراعرة (طور الباحة)

تعديل مصدري - تعديل

مرسه عراعرة هي إحدى قرى عزلة طور الباحة بمديرية طور الباحة التابعة لمحافظة لحج، بلغ تعداد سكانها 119 نسمة حسب تعداد اليمن لعام 2004.